# Now We Can See
Now We Can See è il quarto album dei The Thermals, pubblicato nel 2009 dalla Kill Rock Stars.

## Tracce
1. When I Died – 3:21
2. We Were Sick – 2:44
3. I Let It Go – 3:35
4. Now We Can See – 3:30
5. At the Bottom of the Sea – 5:43
6. When We Were Alive – 1:45
7. I Called Out Your Name – 2:52
8. When I Was Afraid – 3:01
9. Liquid In, Liquid Out – 1:52
10. How We Fade – 3:26
11. You Dissolve - 2:43
12. When I Was Afraid (demo version) (solo nell'album in versione digitale)
13. I Let It Go (demo version) (solo nell'album in versione digitale)